# San Bartolo Oxtotitlán
San Bartolo Oxtotitlán är en ort i Mexiko, tillhörande kommunen Jiquipilco i den nordvästra delen av delstaten Mexiko. Orten hade 5 155 invånare vid folkräkningen 2010 och är kommunens största samhälle.